# 西川頭町
西川頭町（にしかわがしらまち）は福岡県北九州市八幡西区の町。住居表示実施済み。郵便番号は806-0017。

## 地理
八幡西区の北部東側に位置し、北に清納、東に東川頭町、南に元城町、南西に河桃町、西に大字藤田，平尾町と接する。

## 地域の特徴
河頭山の北東麓に位置し、北部・東部の住宅地以外は山林が残る。児童養護施設双葉学園みのり，響柱山西光寺がある。

## 歴史
北縁に沿って走る道路は古代の太宰官道の跡といわれる。

かつては東部に市営川頭団地があった。

### 地名の由来
大字藤田の字河頭にちなみ、河頭町（ごうとうまち）と通称されていたが、語感が好ましくないという理由から川頭町（かわがしらまち）と称するようになり、その後東西に分かれた。

### 沿革
- 1970年（昭和45年）6月1日 - 西川頭町新設[5]。

### 町名の変遷
| 実施内容          | 実施年月日               | 実施後   | 実施前                   |
| ----------------- | ------------------------ | -------- | ------------------------ |
| 町名新設 住居表示 | 1970年（昭和45年）6月1日 | 西川頭町 | 大字藤田，川頭町の各一部 |

## 世帯数と人口
2025年（令和7年）3月31日現在（北九州市発表）の世帯数と人口は以下の通りである。
| 町       | 世帯数  | 人口  |
| -------- | ------- | ----- |
| 西川頭町 | 182世帯 | 308人 |

### 人口の変遷
国勢調査による人口の推移。
| 1995年（平成7年）  | 615人 | [ 7 ]  |  |
| 2000年（平成12年） | 595人 | [ 8 ]  |  |
| 2005年（平成17年） | 404人 | [ 9 ]  |  |
| 2010年（平成22年） | 360人 | [ 10 ] |  |
| 2015年（平成27年） | 336人 | [ 11 ] |  |
| 2020年（令和2年）  | 336人 | [ 12 ] |  |

### 世帯数の変遷
国勢調査による世帯数の推移。
| 1995年（平成7年）  | 251世帯 | [ 7 ]  |  |
| 2000年（平成12年） | 253世帯 | [ 8 ]  |  |
| 2005年（平成17年） | 178世帯 | [ 9 ]  |  |
| 2010年（平成22年） | 173世帯 | [ 10 ] |  |
| 2015年（平成27年） | 171世帯 | [ 11 ] |  |
| 2020年（令和2年）  | 156世帯 | [ 12 ] |  |

## 学区
市立小・中学校に通う場合、学区は以下の通りとなる。
| 町       | 街区 | 小学校                   | 中学校               |
| -------- | ---- | ------------------------ | -------------------- |
| 西川頭町 | 全域 | 北九州市立黒崎中央小学校 | 北九州市立花尾中学校 |

## 施設

### 社会福祉施設
- 児童養護施設双葉学園みのり

### 寺社
- 響柱山西光寺